# Artéria

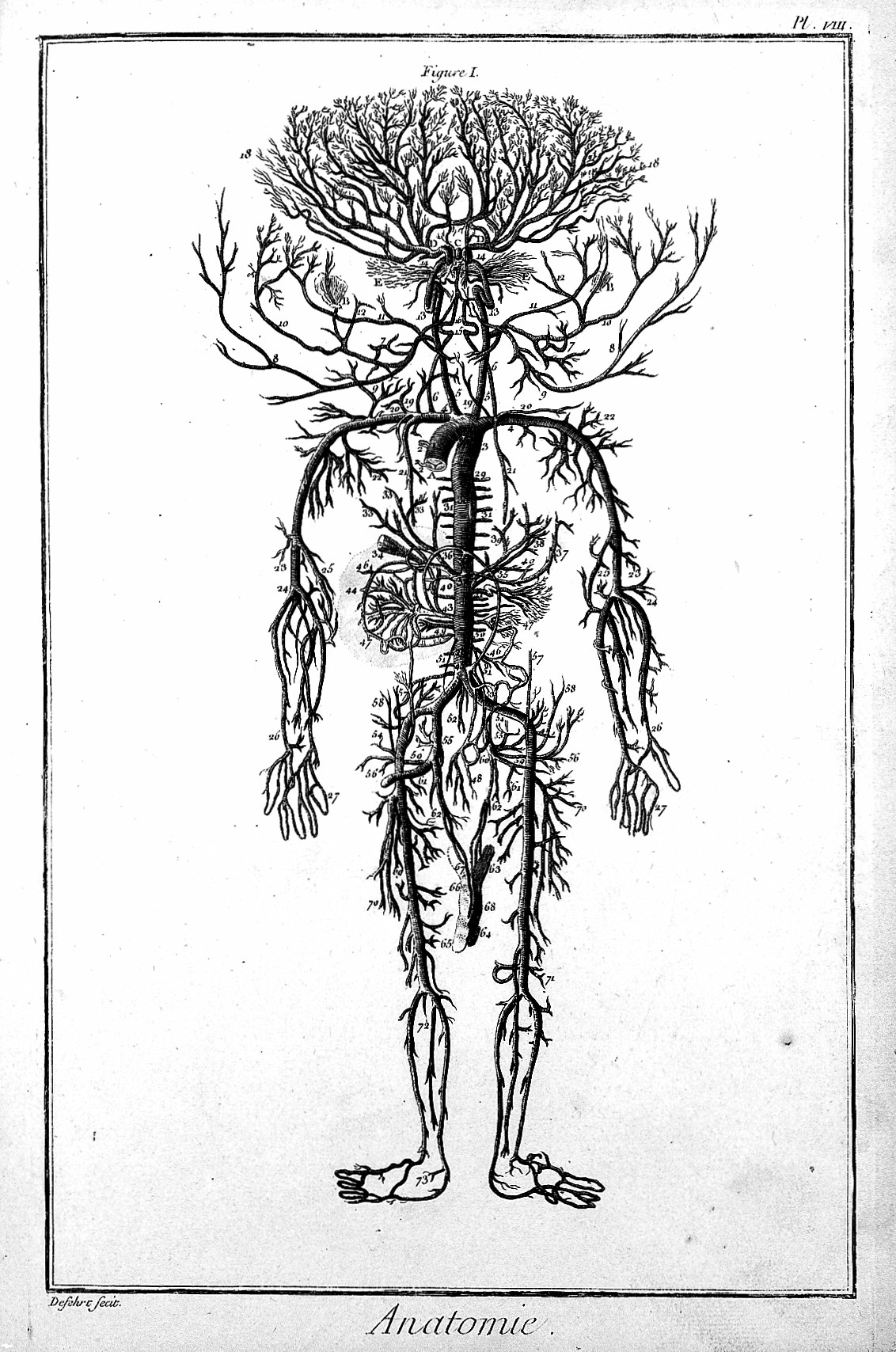
Az artériák 18. századi ábrázolása

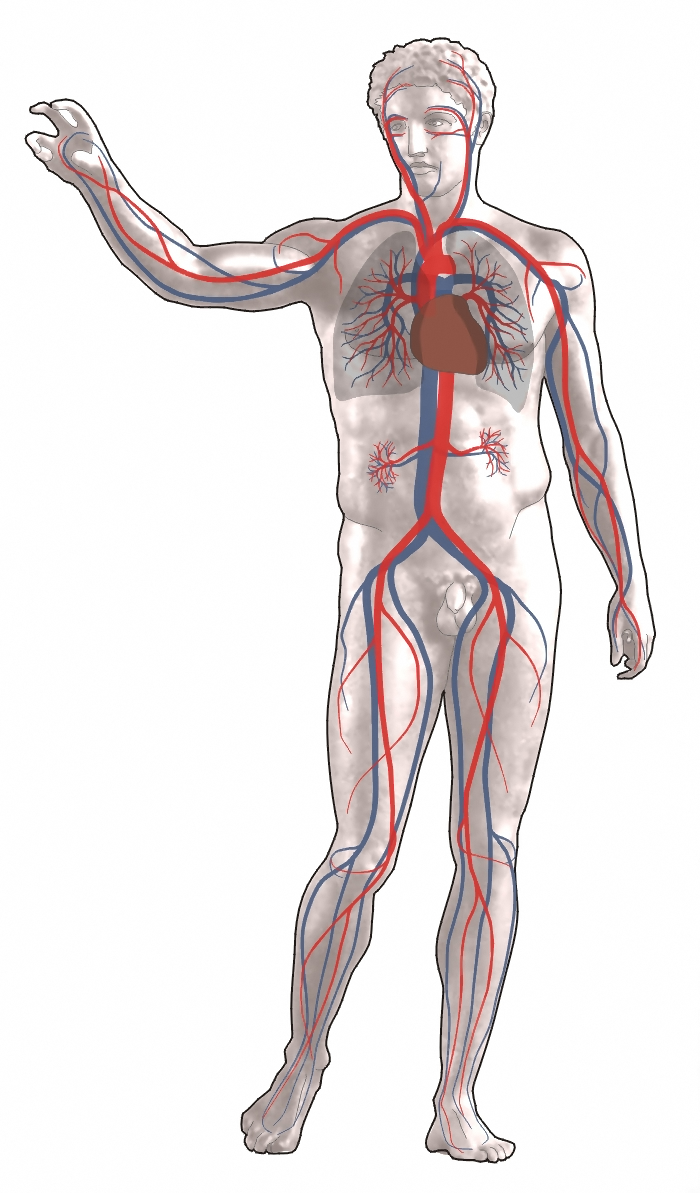
Vérkeringés:
Vörös= oxigéndús vér
Kék= oxigénszegény vér

Az artériának (ütőér, verőér) a szívtől elvezető nagy ereket nevezzük. A főerek (aorta, truncus (arteria) pulmonalis) szívkamrákból indulnak, egyre kisebb erekre, majd hajszálerekre (kapillárisokra) oszlanak, ezek a gázcsere és tápanyagátadás után vénákká egyesülnek, amelyek aztán a pitvarokba futnak. A szív a vért a pitvarokból a kamrákba továbbítja, majd onnan ismét az artériákba pumpálja. A nagy (a testet ellátó, szisztémás) vérkör artériáiban oxigénben dús, a kisvérkörben (tüdő- vagy pulmonális vérkör) és a magzati umbilikális artériákban szén-dioxidban dús vér kering.
Az artériás rendszer a magasabb nyomású része az emberi vérkeringésnek. Az artériás vérnyomás egy szívciklusban mért legmagasabb értékét nevezzük szisztolés nyomásnak, legalacsonyabbat pedig diasztolés nyomásnak. A vérnyomás nem invazív mérésének legelterjedtebb módja a (Riva-Rocci) módszer.
A nagy vérkörben a legnagyobb verőér a főverőér az (aorta), a kis vérkörben a tüdőverőér (arteria pulmonalis).

## Az artériák típusai
Az artériáknak több típusát különítjük el. A legnagyobbak az elasztikus típusú artériák (szélkazánerek), a középnagy verőerek muscularis típusú artériák, ezek arteriolákra válnak szét. A legkisebb erek a kapillárisok, ezek vénákba szedődnek össze. Az egyes ereket makroszkóposan a keresztmetszet nagysága, az érfal vastagsága és a lumen alakja alapján különíthetjük el. Mikroszkóposan az elkülönítés alapja az érfal három rétegének szerkezete. A legbelső réteg a tunica intima, a középső a tunica media és a legkülső a tunica adventitia, ez utóbbi horgonyozza le az eret a környező szövetekhez.

### Elasztikus típusú artériák
Arteriae elastotypicae: ezek a nagy, szívközeli erek a ritmikus szívverés (systole) által előidézett lüktető véráramlást fiziológiai úton, elasztikus hullámmozgások révén változtatják egy kvázi-folyamatos áramlattá (ez az ún. légüst-, vagy szélkazán/Windkessel hatás), így a periféria szerveit és szöveteit védik a vérnyomás csúcs-, ill. mélypontjai esetén. Arterioszklerózis esetén a hullámzó mozgásra való képesség erősen csökken vagy teljesen eltűnik, mely tartós magas vérnyomásos megbetegedéshez (egészen a hipertenzív krízisig), átmeneti oxigénhiányos rohamhoz (rövid, alacsony vérnyomáshoz kötődő öntudatvesztés), agyi érkatasztrófához (erős vérzés túl magas, hiányos ellátás túl alacsony vérnyomás esetén) vagy egy aneurizma megrepedéséhez vezethet.

### Muscularis típusú artériák
Arteriae myotypicae: ezek a kis artériák viszonylag szívközelben találhatóak, és mint ellenálló erek többek között simaizomzatuknak köszönhetően lényeges szerepet játszanak a vérnyomás fenntartásában, mivel átmérőjük csökkentésével a szükséges vérnyomást létre tudják hozni. Amennyiben erre nem képesek, akkor ortosztatikus dysregulatióról beszélünk, mely szédülés- és gyengeségérzéssel jár együtt elsősorban felkelés után.

### Vegyes típus
A muscularis és az elasztikus típus közötti átmenetet vegyes típusnak (Arteriae mixtotypicae) nevezik.
Arteriae convolutae: ezek olyan artériák, amelyek belső átmérőjüket olyan szűkre csökkenthetik, hogy már egyáltalán nincs véráramlás.

## Az érfalak felépítése
Az artériák érfalai vastagabbak (izmosabbak), egyértelműbben rétegzettek és rugalmasabbak. mint a vénák.
Egy artéria fala alapvetően három rétegből áll, melyek részeinek latin anatómiai nevük van. Ezek a vérvezető oldal irányából a következők:
- a Tunica intima (vagy Intima) egy endothel sejtrétegből, az arra épülő laza rostos kötőszövetből, majd egy subendothelialis rétegből (Stratum subendotheliale), végül a Membrana elastica interna rétegből áll. Különösen jól fejlett az izmos, periferiális artériáknál.
- a Tunica media (vagy röviden Media) a periferiális artériáknál több, egymáshoz szorosan kapcsolódó, kör alakú és átlósan csavarodó izomrétegből épül fel, melyek rugalmas és kollagén rostokat tartalmaznak. Az elasztikus artériák hasonlóan épülnek fel, de több kollagénnel, és hullámmozgásra alkalmasabb és ablakos membránokkal. Részben a Media és az Adventitia között található még a Membrana elastica externa.
- a Tunica externa (Tunica adventitia néven is ismert) elsősorban elasztikus és kollagénes, rostos kötőszövetből áll és az ereket táplálja és irányítja vérereken (Vasa vasorum) és idegeken keresztül.

## Nagy artériák
- Arteria axillaris (hónaljverőér)
- Arteria basilaris (agyalapi verőér)
- Arteria brachialis (felkarverőér)
- Arteria carotis communis (közös fejverőér)
- Arteria centralis retinae (szem központi verőere)
- Arteria facialis (arc verőér)
- Arteria femoralis (combverőér)
- Arteria iliaca communis (közös csípőverőér)
- Arteria iliaca externa (külső csípőverőér)
- Arteria iliaca interna (belső csípőverőér)
- Arteria maxillaris (felső állcsonti artéria)
- Arteria mesenterica inferior (alsó bélfodri verőér)
- Arteria mesenterica superior (felső bélfodri verőér)
- Arteria ovarica (petefészek-verőér)
- Arteria radialis (orsócsonti verőér)
- Arteria renalis (veseverőér)
- Arteria subclavia (kulcscsont alatti verőér)
- Arteria testicularis (hereverőér)

## Történelem
Az ógörögök azt gondolták, hogy az artériákban levegő kering, rajtuk keresztül jut el a légcsőből a szövetekig. Innen származik az artéria elnevezés is. Ezt azzal indokolták, hogy boncoláskor az artériák nem tartalmaznak vért.